# Speocera taprobanica
Speocera taprobanica là một loài nhện trong họ Ochyroceratidae. Loài này phân bố ở Sri Lanka.